# Judo-Europameisterschaften der Männer 1973
Die Judo-Europameisterschaften 1973 der Männer fanden vom 12. bis zum 13. Mai in Madrid statt. Acht Jahre zuvor war Madrid bereits Gastgeber der Europameisterschaften der Männer 1965 gewesen.
Das Team des Gastgeberlandes gewann durch Santiago Ojeda eine Goldmedaille. Dietmar Hötger konnte als einziger seinen Titel aus dem Vorjahr erfolgreich verteidigen.

## Ergebnisse
| Gewichtsklasse                | Gold                 | Silber                   | Bronze                               |
| ----------------------------- | -------------------- | ------------------------ | ------------------------------------ |
| Leichtgewicht (bis 63 kg)     | Sergei Melnitschenko | Schengeli Pizchelauri    | Karl-Heinz Werner Michel Algisi      |
| Halbmittelgewicht (bis 70 kg) | Dietmar Hötger       | Engelbert Dörbandt       | Vacinuff Morrison Franco Novasconi   |
| Mittelgewicht (bis 80 kg)     | Brian Jacks          | Guy Auffray              | Bernd Look Guram Gogolauri           |
| Halbschwergewicht (bis 93 kg) | Jean-Luc Rougé       | David Starbrook          | Amiran Mussajew Jewgeni Soloduchin   |
| Schwergewicht (über 93 kg)    | Santiago Ojeda       | Keith Remfry             | Dschibilo Nischaradse Peter Adelaar  |
| Offene Klasse                 | Sergei Nowikow       | Schota Tschotschischwili | Wolfgang Zuckschwerdt Dietmar Lorenz |

## Medaillenspiegel
| Rang | Land                            | Gold | Silber | Bronze | Gesamt |
| ---- | ------------------------------- | ---- | ------ | ------ | ------ |
| 1    | Sowjetunion                     | 2    | 2      | 4      | 8      |
| 2    | Vereinigtes Königreich          | 1    | 2      | 1      | 4      |
| 3    | Frankreich                      | 1    | 1      | 1      | 3      |
| 4    | Deutsche Demokratische Republik | 1    | –      | 4      | 5      |
| 5    | Spanien                         | 1    | –      | –      | 1      |
| 6    | BR Deutschland                  | –    | 1      | –      | 1      |
| 7    | Niederlande                     | –    | –      | 1      | 1      |
| 7    | Italien                         | –    | -      | 1      | 1      |
|      | Total                           | 6    | 6      | 12     | 24     |